# Chris Woods
Christopher "Chris" Charles Eric Woods (Swineshead, Inglaterra, 14 de noviembre de 1959) es un exfutbolista inglés, se desempeñaba como guardameta. Actualmente es el entrenador de porteros del Manchester United FC y la selección de fútbol de Estados Unidos.

## Carrera internacional
Debutando en 1985 con la selección de fútbol de Inglaterra, Woods se vio a la sombra del legendario Peter Shilton hasta la retirada de este de la selección, asumiendo Woods la titularidad a principios de los 90 y en la Eurocopa 1992. Disputaría su último partido en 1993.

## Clubes
| Club                | País           | Año         | Partidos | Goles |
| Nottingham Forest   | Inglaterra     | 1976 - 1979 | 0        | 0     |
| Queens Park Rangers | Inglaterra     | 1979 - 1981 | 63       | 0     |
| Norwich City        | Inglaterra     | 1981 - 1986 | 216      | 0     |
| Rangers FC          | Escocia        | 1986 - 1991 | 173      | 0     |
| Sheffield Wednesday | Inglaterra     | 1991 - 1995 | 107      | 0     |
| Reading FC          | Inglaterra     | 1995        | 5        | 0     |
| Colorado Rapids     | Estados Unidos | 1996        | 23       | 0     |
| Southampton FC      | Inglaterra     | 1996        | 4        | 0     |
| Sunderland AFC      | Inglaterra     | 1997        | 0        | 0     |
| Burnley FC          | Inglaterra     | 1997 - 1998 | 12       | 0     |

## Palmarés
Nottingham Forest FC
- Copa de la Liga de Inglaterra: 1978
- FA Community Shield: 1978
- Copa de Europa: 1979
- Supercopa de Europa: 1979

Norwich City FC
- Copa de la Liga de Inglaterra: 1985

Rangers FC
- Premier League de Escocia: 1986-87, 1988-89, 1989-90, 1990-91
- Copa de la Liga de Escocia: 1987, 1988, 1989, 1991

- Datos: Q726234
- Multimedia: Chris Woods / Q726234